# Elodes nunenmacheri
Elodes nunenmacheri är en skalbaggsart som beskrevs av Albert Burke Wolcott. Elodes nunenmacheri ingår i släktet Elodes och familjen mjukbaggar. Inga underarter finns listade i Catalogue of Life.